# Emanuele Paternò
Emanuele Paternò, né le 12 décembre 1847 à Palerme et mort le 17 janvier 1935 à Palerme, est un universitaire, chimiste et homme politique italien.
Chimiste à l'université de Palerme puis celle de Rome, recteur de la première, professeur émérite de la seconde, il découvre en 1909 une réaction photochimique qui porte son nom, la réaction de Paternò-Büchi.
Homme politique indépendant, il est maire de Palerme entre 1890 et 1892, et siège durant 45 ans au Sénat, dont il est vice-président de 1904 à 1919.

## Biographie

### Jeunesse
Fils de Giuseppe Paternò et de Catherine Von Kirchner, il est par son père issu de la famille des ducs de Sessa. L'engagement de son père dans la révolution anti-Bourbon de 1848 entraine l'exil de la famille à Alexandrie et la confiscation de ses biens. 
A la mort de Giuseppe Paternò, en 1858,  sa femme et ses enfants emménage à Gènes, auprès d'un oncle maternel partisan de l'unité italienne, puis retournent à Palerme après le succès de l'expédition des Mille .

### Professeur de chimie à l'université de Palerme et recteur
Emanuele Paternò s’intéresse tôt aux sciences et entre à l'institut technique de Palerme, où son frère Franco, par l'intercession de Stanislao Cannizzaro, proche de leur père, est assistant du professeur de physique et de chimie, le français Alfred Naquet. Emanuele Paternò étudie la chimie auprès du chimiste français, mais aussi Adolf Lieben et Wilhelm Koerner. Il reste fortement lié à Stanislao Cannizzaro qui est son directeur de thèse.
En 1871, il est reçu docteur en chimie et physique à l'université de Palerme, et obtient plus tard un diplôme honorifique en sciences de l'université de Cambridge.
Il travaille quelques mois à l'Université de Turin puis remplace Cannizzaro, appelé à Rome, comme professeur d'université de chimie générale à l'Université de Palerme à partir de 28 novembre 1872. Il est recteur de l'Université de Palerme du 22 octobre 1885 au 15 mai 1890.
En parallèle, il devient un haut représentant national de la franc-maçonnerie.
En 1887, il mobilise avec le marquis Leopoldo Notarbartolo di San Giovanni, fils de l'ancien maire assassiné Emanuele Notarbartolo, des investisseurs locaux pour reprendre la gestion des tramways de Palerme au napolitain Sabino à travers la Società Sicula dei Tramways-Omnibus, majoritairement détenue par la Banco di Roma et Sabino. Mais la crise bancaire des années 1890 et les difficultés de gestion poussent la Banco di Roma à se retirer en 1895 et la société allemande Continentale Gesellschaft, de Johann Sigmund Schuckert acqueirt la majorité des parts puis obtient en 1898 l'électrification des lignes de tramway.

### Maire de Palerme
En novembre 1889, il est le deuxième candidat mieux élu derrière le magistrat Giuseppe Di Menza mais échoue à devenir maire de Palerme, battu de six voix par le sortant, Giulio Benso della Verdura dont il prend la tête de l'opposition. Ce dernier démissionne et laisse à  Paternò le poste (7 mai 1890 - 12 janvier 1892). Il quitte alors sa fonction de recteur. 
Indépendant, il parvient à s'entendre tant avec le chef conservateur Antonio Starrabba di Rudinì qu'avec le leader de la gauche historique Francesco Crispi. Il est le premier de la génération des maires de la ville n'ayant participé ni aux événements de 1848 ni à ceux de 1860. Il subit cependant l'opposition du duc dellla Verdura qui renforce son groupe après les élections partielles de juillet 1890 grâce à l'élection du prince de Gangi, prétendant à la charge de maire. Lors des élections politiques d'octobre 1890, il crée un comité de soutien pour la réélection de Crispi, présidé par Ugo et comprenant quelques modérés. Victorieux, le chef de gouvernement amène à ses côtés à Rome Amato Pojero, Cuccia et les avocats Antonio Marinuzzi et Angelo Muratori.
Sous son mandat, il finance la couverture du Teatro Massimo, engage le pavage de la via Ruggiero-Settimo et fait reconstruire une partie du réseau d'égouts, . En 1891, il confie à Giuseppe Damiani Almeyda la conception de l'école Turrisi Colonna et la décoration intérieure et extérieure du Teatro Politeama à l'occasion de la quatrième exposition nationale, organisée à Palerme du 15 novembre 1891 au 5 juin 1892, qu'il inaugure en présence du roi Umberto I, de la reine, et du président du conseil, Di Rudinì. Il doit démissionner quelques jours plus tard, faute de majorité, fâché avec les deux hommes forts de Palerme, Di Rudini et Crispi, faute de n'avoir jamais choisi le camp de l'un ou l'autre. En effet, opposé au gouvernement, il refuse pourtant de prendre la tête des crispistes et tente de s'allier les modérés en soutenant l'élection lors des partielles de 1891 du président du Comité de l'Exposition nationale, le prince de Camporeale, ancien diplomate, beau-fils et héritier de Marco Minghetti, qui cherche à mener la droite palermitaine et les grands agrariens siciliens, mais l'empêche de mettre les moyens de la municipalité au profit du président Rudinì. Sa gestion est alors attaquée violemment par les chefs des trois groupes d'oppositions, tous grands nobles, le duc della Verdura, le marquis delle Favare et le prince de Camporeale.

### Sénateur et professeur de Chimie à Rome
Durant son mandat municipal, grâce à Francesco Crispi, il est nommé sénateur le 4 décembre 1890 comme membre de l'Académie royale des sciences. Il siège parmi les non-inscrits. Il est vice-président du Sénat de 1904 à 1919. Il préside encore le Conseil provincial de Palerme (8 août 1898 - 10 août 1914).
En 1910, après l'extinction de la branche principale des ducs de Sessa, le roi Victor-Emmanuel III lui confère le titre de duc.
Influencé par Francesco Crispi et le souvenir de l'expédition des Mille, il soutient Giovanni Giolitti jusqu'à ce que la Première Guerre mondiale éclate. Deux mois avant la bataille de Caporetto, Emanuele Paternò s'oppose au bellicisme de son compatriote palermitain Vittorio Emanuele Orlando, en souhaitant un retour aux bonnes relations avec l'Allemagne et l'Autriche, exprimant l'incompréhension de nombreux siciliens sur les raisons de la Première Guerre mondiale. Partisan de la paix et de la neutralité italienne, il participe cependant comme chimiste à l'effort de guerre, en développant la recherche sur les explosifs, les gaz de combat et sur les masques de défense.
Face à la montée de Mussolini, il se montre méfiant puis plus franchement hostile en s'opposant au projet de loi du 27 février 1928 sur la réforme de la représentation politique qui introduit la liste unique, et en 1929, contre l'accord signé entre l'Italie et le Vatican.
Quand il laisse la mairie de Palerme, il décide, sur l'instance de Cannizzaro, de s'installer à Rome. Après 20 ans de professorat à Palerme, il est nommé à l'université de Rome, professeur de chimie analytique et appliquée à partir du 4 décembre 1892, puis professeur de chimie générale à partir du 9 juin 1910, et enfin, à la mort de son maitre et ami, professeur ordinaire de chimie organique du 8 juin 1919 jusqu'à sa retraite le 10 septembre 1923. Il reçoit alors le titre de professeur émérite de l'Université de Rome le 24 septembre suivant. Il dirige également l'Institut de chimie de l'université romaine.
Auteur de nombreuses études importantes en chimie organique, minérale, analytique et physique, il étudie la cryoscopie et . Dans un article publié en 1869, il préfigure les travaux de Jacobus Henricus van 't Hoff et Joseph Achille Le Bel sur le carbone asymétrique. Il concentre ses recherches sur la photochimie et découvre en 1909 la réaction qui portera ensuite son nom, la réaction de Paternò-Büchi. 
En tant qu'universitaire, il est directeur du cabinet de Chimie générale de l'Université de Palerme (28 novembre 1872) puis de celui de l'Université de Rome (27 février 1896). Il siège au conseil supérieur de l'instruction publique entre 1884 et 1888 puis de 1898 à 1902, et de 1906 à 1911, dont il est membre de l'organe exécutif (1899-1902 puis 1907-1911).
Scientifique reconnu, il écrit dans des revues scientifiques et fonde en 1871 la Gazzetta Chimica Italiana qu'il dirige jusqu'en 1919. Il publie également les Annales de chimie appliquée et participe à plusieurs sociétés savantes italiennes, dont l'académie des Lyncéens et la Société italienne des sciences, qu'il préside de 1921 à 1932.
En 1911, il reçoit le titre de marquis de Sessa et, en 1920, le nom de Paternò Asmundo.
Il continue à suivre la vie politique palermitaine et organise à l'occasion des élections municipales de janvier 1911 la constitution d'une liste libérale, comprenant son nom et ceux de Tasca Lanza, Di Martino et Camporeale et refusant d'intégrer des socialistes en échange du soutien d'Ignazio Florio. Il s'en retire finalement avant le scrutin.
Il revient à Palerme, affaiblit par de graves problèmes oculaires. Il exprime son opposition au régime de Mussolini et doit quitter l'académie des Lyncéens quand il refuse de prêter un serment d'allégeance au régime. À sa mort, le président du Sénat, le fasciste Luigi Federzoni, indique qu'il a expressément demandé à ce qu'on ne le commémore par à la Chambre haute.

## Hommages
A Palerme, une rue reliant la place Ponte Ammiraglio à la Via Guadagna porte son nom. Un buste sculpté par Antonio Ugo est exposé au Palazzo delle Aquile.

## Affiliations
- Membre de l'Académie des Sciences, des Lettres et des Arts de Palerme (1874)
- Membre correspondant (1er mai 1879) puis membre de l'Académie des Lyncéens de Rome (12 novembre 1883)
- Membre correspondant de l'Académie des sciences de Turin (1881)
- Membre correspondant (10 novembre 1883) puis membre ordinaire de la Société royale de Naples (11 février 1905)
- Membre correspondant de l'Académie des sciences et des lettres de l'institut lombard de Milan (5 mars 1891)
- Membre de l'Académie nationale des sciences (1887) qu'il préside de 1921 à 1932
- Membre de la Société sicilienne pour l'Histoire de la Patrie

## Décorations
- Officier de l'Ordre de la Couronne d'Italie (5 septembre 1875)
- Commandeur de l'Ordre de la Couronne d'Italie (avril 1885)
- Officier de l'Ordre de la Couronne d'Italie (3 décembre 1891)
- Grand Cordon de l'Ordre de la Couronne d'Italie (10 février 1901)
- Chevalier (2 juin 1887), officier (20 juin 1895), commandeur (20 janvier 1898), Grand Officier (29 décembre 1904) Grand Cordon de l'Ordre des Saints-Maurice-et-Lazare (10 janvier 1909)
- Chevalier de l'Ordre civil de Savoie (19 avril 1888)
- Ordre de Sainte-Anne (Russie) (1908)
- Grand Officier de l'Ordre de la Légion d'Honneur (France)